# ریوم
ریوم (به فرانسوی: Riom) یک کمون در فرانسه است که در canton of Riom-Est واقع شده‌است.

## خصوصیات
ریوم ۳۱٫۹۷ کیلومترمربع مساحت و ۱۸٬۸۲۸ نفر جمعیت دارد و ۳۳۷ متر بالاتر از سطح دریا واقع شده‌است.

## خواهرخوانده
شهرهای نوردلینگن، ویانا دو کاستلو، Żywiec، ساسکس غربی، Adur، آلخمسی، Dolisie و شورهام-بای-سی خواهرخوانده‌های ریوم هستند.

## نگارخانه

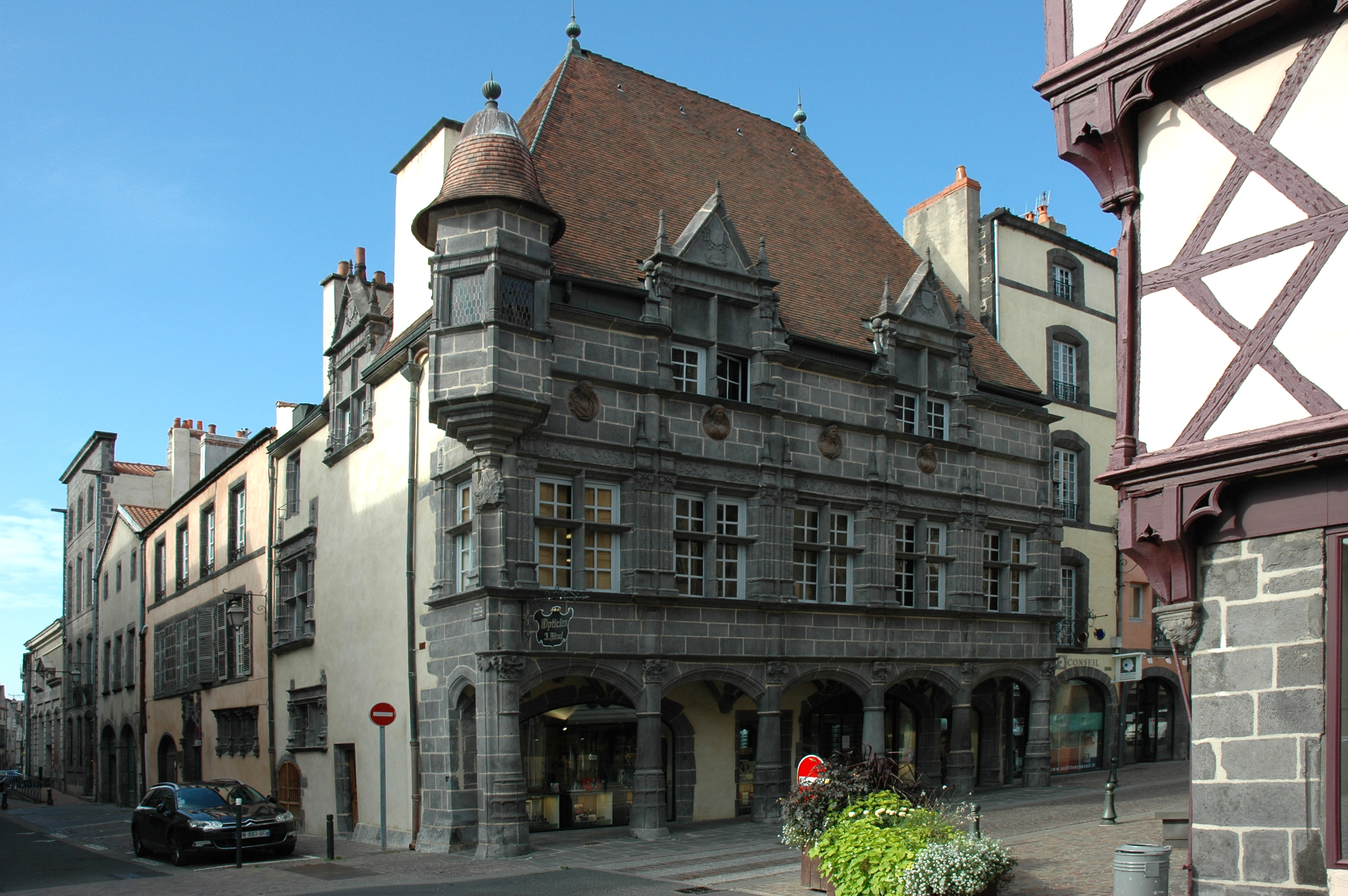